# Bernardino Carrera
Bernardirno Carrera fue un guerrillero carlista que durante el año 1873, poco antes de empezar la guerra carlista, atacó los pueblos de Galende, Trefacio, San Ciprián y Rábano de Aliste, todos ellos ubicados en la provincia de Zamora.